# 服部讓次
服部讓次（日語：服部譲次）是出生於名古屋市的航空工程師。

## 經歷
服部讓次在1918年從東京大學畢業後，進入三菱造船就職、並分派到神戶一帶的造船廠。
1923年服部讓次升任為名古屋飛機製作所裡設計課與研究課的課長，隨後在三菱造船更名為三菱重工時則成為技術部的部長。此期間曾與下屬堀越二郎、佐野榮太郎等人研究開發零式水上觀測機、以及九六式艦載戰鬥機等飛行載具。
在1940年則因替國內開發飛機有功、而獲得日本紀念長尾航空技術獎勵金榮譽。